# Varessia
Varessia ist eine Ortschaft und eine Commune déléguée in der französischen Gemeinde La Chailleuse mit 33 Einwohnern (Stand: 1. Januar 2018) im Département Jura in der Region Bourgogne-Franche-Comté. 
Mit Wirkung vom 1. Januar 2016 wurden die früheren Gemeinden Arthenas, Essia, Saint-Laurent-la-Roche und Varessia zu einer Commune nouvelle mit dem Namen La Chailleuse zusammengelegt. Die Gemeinde Varessia befand sich dort im Arrondissement Lons-le-Saunier und im Kanton Moirans-en-Montagne.
Die Nachbarorte sind Essia im Norden, Reithouse im Westen, Rothonay im Süden und Arthenas im Westen.

## Bevölkerungsentwicklung

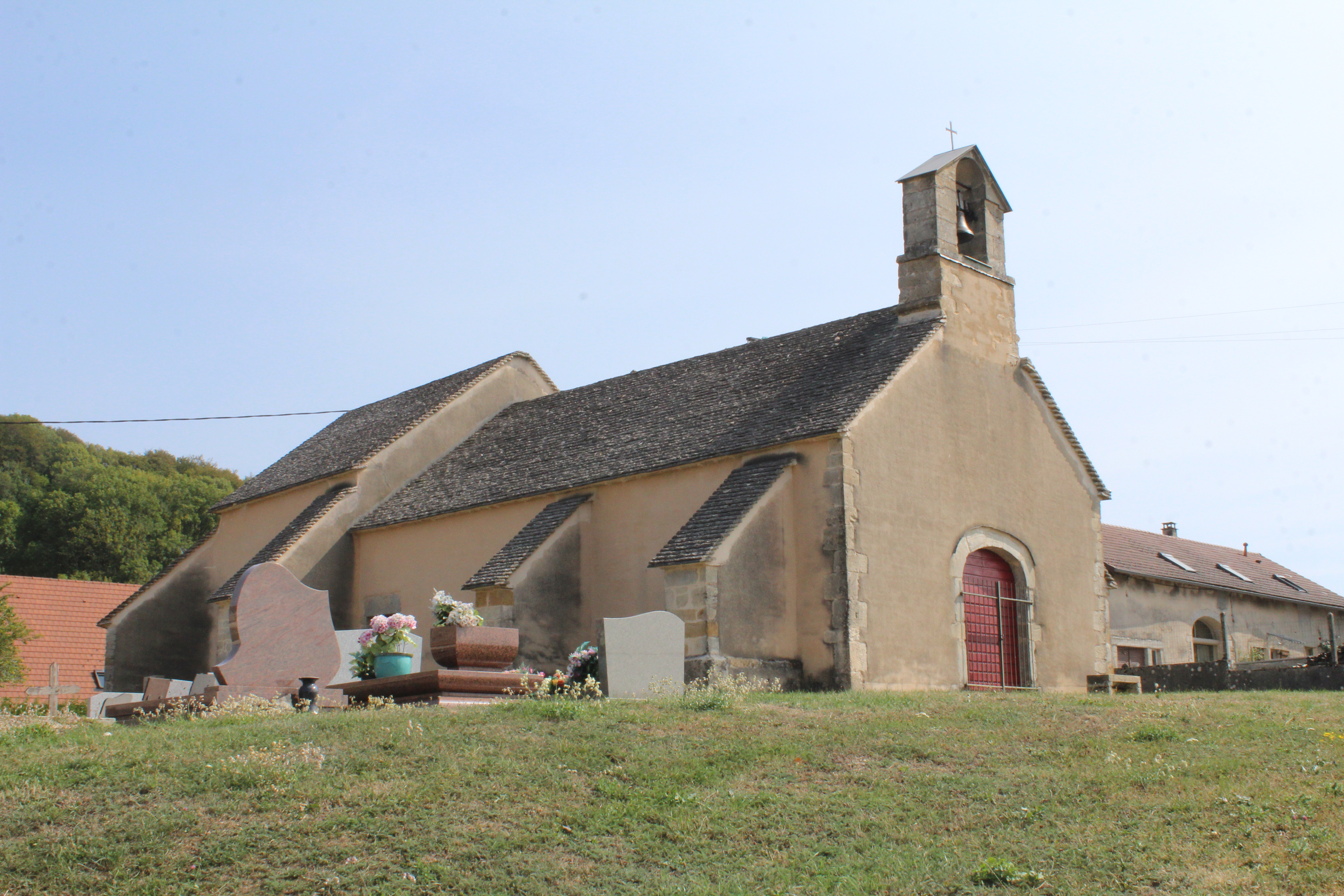
Kirche Sainte-Marie-Madeleine

| Jahr      | 1962 | 1968 | 1975 | 1982 | 1990 | 1999 | 2008 | 2018 |
| --------- | ---- | ---- | ---- | ---- | ---- | ---- | ---- | ---- |
| Einwohner | 29   | 13   | 10   | 13   | 19   | 24   | 36   | 33   |